# Universidad de Douai
En tres momentos históricos se puede hablar de la Universidad de Douai, es decir, centros universitarios establecidos en la ciudad de Douai, Francia, que anteriormente perteneció a los Países Bajos españoles hasta el 4 de julio de 1667.
- La historia de la primera universidad de Douai, fundada por Felipe II se desarrolla entre 1559 y 1795.
- De 1808 a 1815, Primer Imperio francés.
- De 1854 a 1887, Douai es de nuevo sede de facultades universitarias, que en 1887, son trasladadas a Lille, a 27 kilómetros de Douai, e integradas en la Universidad de Lille cuando ésta se establece en 1896.

La divisa Universitas Insulensis Olim Duacensis de la Universidad de Lille da testimonio de esta filiación.
A partir del siglo XVI, la Universidad de Douai tuvo relevancia europea como centro eminente en el estudio de la literatura neolatina, contribuyendo también a la difusión del conocimiento a través de la imprenta. Con sus entre 1500 y 200 estudiantes y varios cientos de profesores, fue -durante los siglos XVII y XVIII- la segunda universidad de Francia. Los estudios de Matemáticas y Física en la Facultad de Artes contribuyeron a un importante desarrollo de la artillería. La Facultad de Teología fue un centro relevante para los estudios católicos, especialmente por las ediciones de la Biblia de Doaui-Reims. De hecho, fue un centro de la Contrarreforma católica y estuvo implicada en numerosas controversias político-religiosas. Además, acogió a los intelectuales católicos ingleses perseguidos que salieron al exilio, en especial a los profesores de Teología de Oxford. 

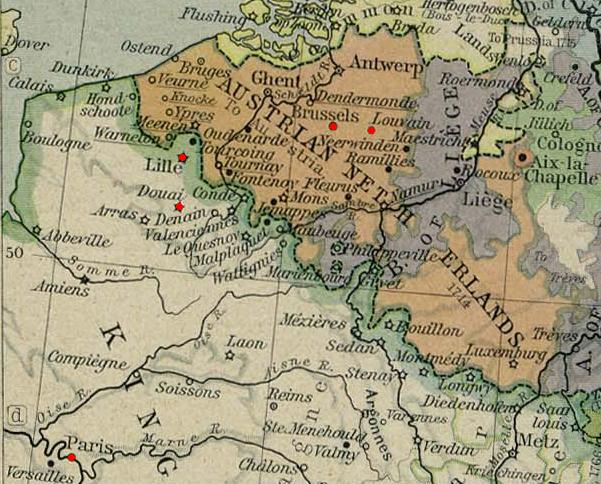
Mapa de 1786: Posición de la Universidad de Douai, en relación con las ciudades de París, Lille, Bruselas y Lovaina

## Historia

### Actividades universitarias en Douai, entre la Baja Edad Media y el Renacimiento
Antes del establecimiento formal de una universidad, existieron tradiciones intelectuales en Douai, que se remontan a la Baja Edad Media. Próxima a Douai, la abadía benedictina de Anchin (Pecquencourt) fue un importante centro cultural desde el siglo XI hasta el siglo XIII, produciendo numerosos manuscritos y mapas. También el scriptorium de las abadías de Marchiennes y Flines fueron relevantes; otros monasterios y prioratos en la región de Douai completan el panorama intelectual de la época. 

## Estudiantes y profesores famosos
- Nicholas Fitzherbert
- Edmund Campion
- François d'Aguilon
- Rene Descartes
- Nicolas Trigault
- Franciscus Sylvius
- Peter Wadding
- Grégoire de Saint-Vincent
- Honoré Tournély
- Charles Carroll the Settler
- Edward Hawarden
- John Bowles
- Philippe-Antoine Merlin de Douai
- William Allen
- John Payne
- Roberto Southwell
- Cuthbert Mayne
- Nicholas Fitzherbert
- Giles Hussey
- William Bawden
- George Blackwell
- Thomas Dempster
- Richard Challoner
- Amé Bourdon
- Cornelis de Jode
- Charles Townley
- Georges Palante